# Hondskruid
Hondskruid (Anacamptis pyramidalis) is een orchidee van 30–60 cm hoog.
De plant is in België wettelijk beschermd. In Nederland is de plant vanaf 1 januari 2017 niet meer wettelijk beschermd. De bloeiaar bevat tientallen kleine, meestal purperroze, dicht opeen geplaatste bloemen, met een ongeveer 15 mm lange, draadvormige spoor en een 6–8 mm lange, in drie bijna gelijke delen gesplitste lip. Het verspreidingsgebied is Noordwest-Afrika, Klein-Azië en Europa. In Nederland komt hondskruid voornamelijk voor aan de kust in het zeedorpenlandschap, en in Zuid-Limburg op kalkgraslanden, waar hij, waarschijnlijk door veranderd beheer, achteruit is gegaan. De laatste decennia zijn er nieuwe vindplaatsen op aangevoerd kalkrijk zand of mergel, maar de meeste daarvan houden geen stand.

## Naamgeving
De botanische naam Anacamptis is afkomstig van het Griekse ἀνακάμτειν (anakamptein), 'achterover leunen', wat slaat op de naar achter gebogen stuifmeelklompjes (of pollinia). De soortaanduiding pyramidalis is afkomstig uit het Latijn en slaat op de vorm van de bloeiwijze aan het begin van de bloei.

## Verspreiding
Hondskruid komt voor in Noordwest-Afrika, Klein-Azië, en Europa van de Kaukasus, westwaarts tot Noord-Duitsland, Schotland, en Ierland. Hij komt ook voor op de kalkrijke Zweedse Oostzee-eilanden Öland en Gotland. In Nederland is de plant zeer zeldzaam en komt voor in Zuid-Limburg, Zeeland, in de duinen bij Wijk aan Zee en Noordwijk aan Zee en in het westen van het land op opgespoten braakliggende industrieterreinen. Ze is te vinden op zonnige plekken op zand-, leem- of kleibodem. Wellicht door de warmere zomers en winters kent de soort een steeds groter verspreidingsgebied in Nederland. In België is hij vrij algemeen in de Famenne en de Gaume, maar elders zeer zeldzaam.

## Kenmerken
Hondskruid is een slanke, lage tot middelhoge (30–60 cm) overblijvende vaste plant. In het najaar bevindt de hele plant zich onder de grond en bestaat dan uit een stengelscheut, twee beige, wat onregelmatige, tot de vorming van punten neigende ovale wortelknollen, en een klein aantal onvertakte, uitstralende, grauwwitte tot beige wortels van gelijkblijvende dikte. In de winter zijn al enkele bladeren boven de grond. De twee tot acht grondstandige bladeren zijn onbehaard, lijnvormig tot langwerpig (de langste 8–15 cm lang en 9–15 mm breed), met parallelle nerven. In de vroege zomer, verdorren deze eerste bladeren. De rechtop staande stengels dragen nog 2-6 kleine en veruiteenstaande, lichtgroene schedevormige bladeren. Hondskruid bloeit in Nederland en België normaal gesproken in juni en juli. Aan de top van de stengel staat een eerst kegelvormige, maar later eivormig tot bolvormige, 4–8 cm lange aar die bestaat uit vele tientallen, dichtopeengeplaatste, paarsrode tot rozerode of uiterst zelden witte bloemen met een breedte van 1¾ cm tussen de punten van de naar de zijkant stekende binnenste bloemdekbladen (of petalen). Net als bij alle andere Nederlandse orchideeën zijn de bloemen tweeslachtig, en staan in de oksel van een lancetvormig spits schutblad. De lip is 6–8 mm lang en is in drie ongeveer gelijkwaardige rechthoekige lobben gespleten die een hoek met elkaar maken van ongeveer 45°, en een afgeknotte top en al of niet drie stompe tanden. Aan weerszijden van de toegang tot de spoor staan twee richels recht omhoog. De lip is aan de basis en in het midden lichter van kleur dan aan het uiteinde en aan de rand. De spoor is draadvormig, gebogen, 11–18 mm lang en daarmee even lang of langer dan het vruchtbeginsel. De beide overige binnenste bloemdekbladen (petalen) neigen samen met het aan de bovenkant geplaatste buitenste bloemdekblad (sepaal), staan schuin naar voren en vormen samen een "helm", terwijl de overige twee buitenste sepalen naar de zijkant en iets naar onder uitstaan. Alle vijf zijn ongeveer 6 mm lang, langwerpig omgekeerd eivormig, met een spitse top. Het vruchtbeginsel is tijdens de bloei over de lengte 180° gedraaid, zoals bij de meeste andere orchideeën. Bij rijpheid springt de geribde doosvrucht met drie overlangse spleten open. Het zaad is uiterst licht, grijsbruin, stoffijn met een doorschijnende netvormige zaadhuid van 0,4 × 0,13mm, en een donkerder kiem van ongeveer 0,2 mm lang.

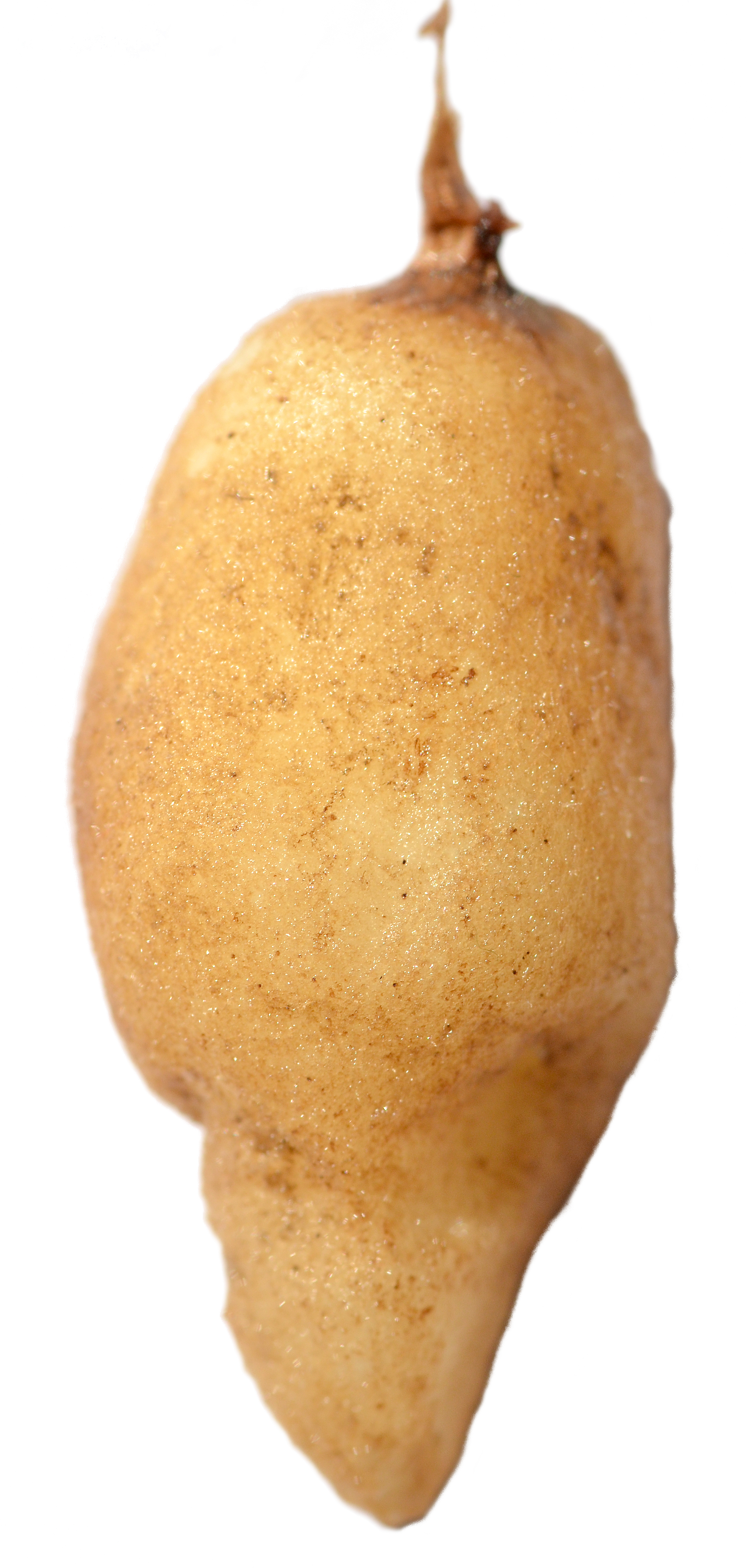
wortelknol
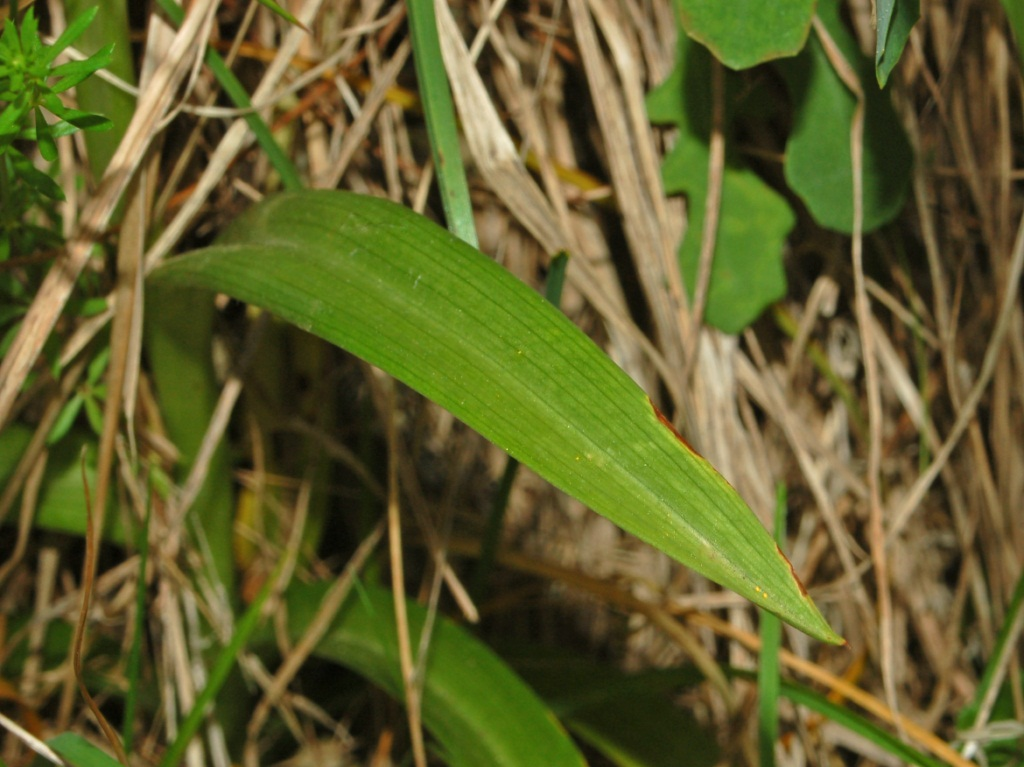
bladeren
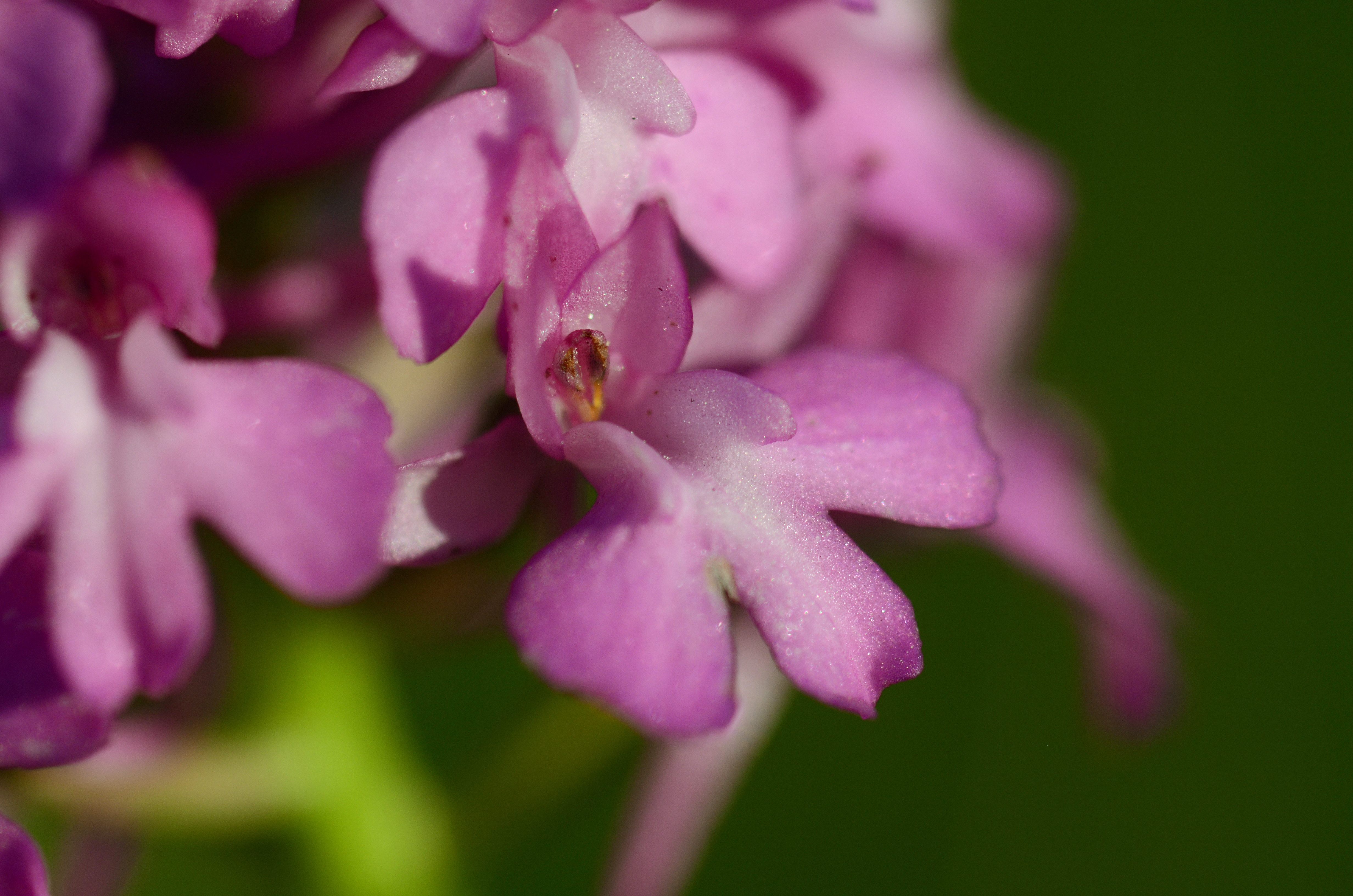
bloem

## Taxonomie
Oorspronkelijk is de soort beschreven onder de naam Orchis pyramidalis L. 1753, maar dit is nu een synoniem. De soort telt twee ondersoorten:
- Anacamptis pyramidalis subsp. pyramidalis (L.) L.C.M. Richard (1817)
- Anacamptis pyramidalis subsp. tanayensis (Chenevard) P. Quentin (1993)

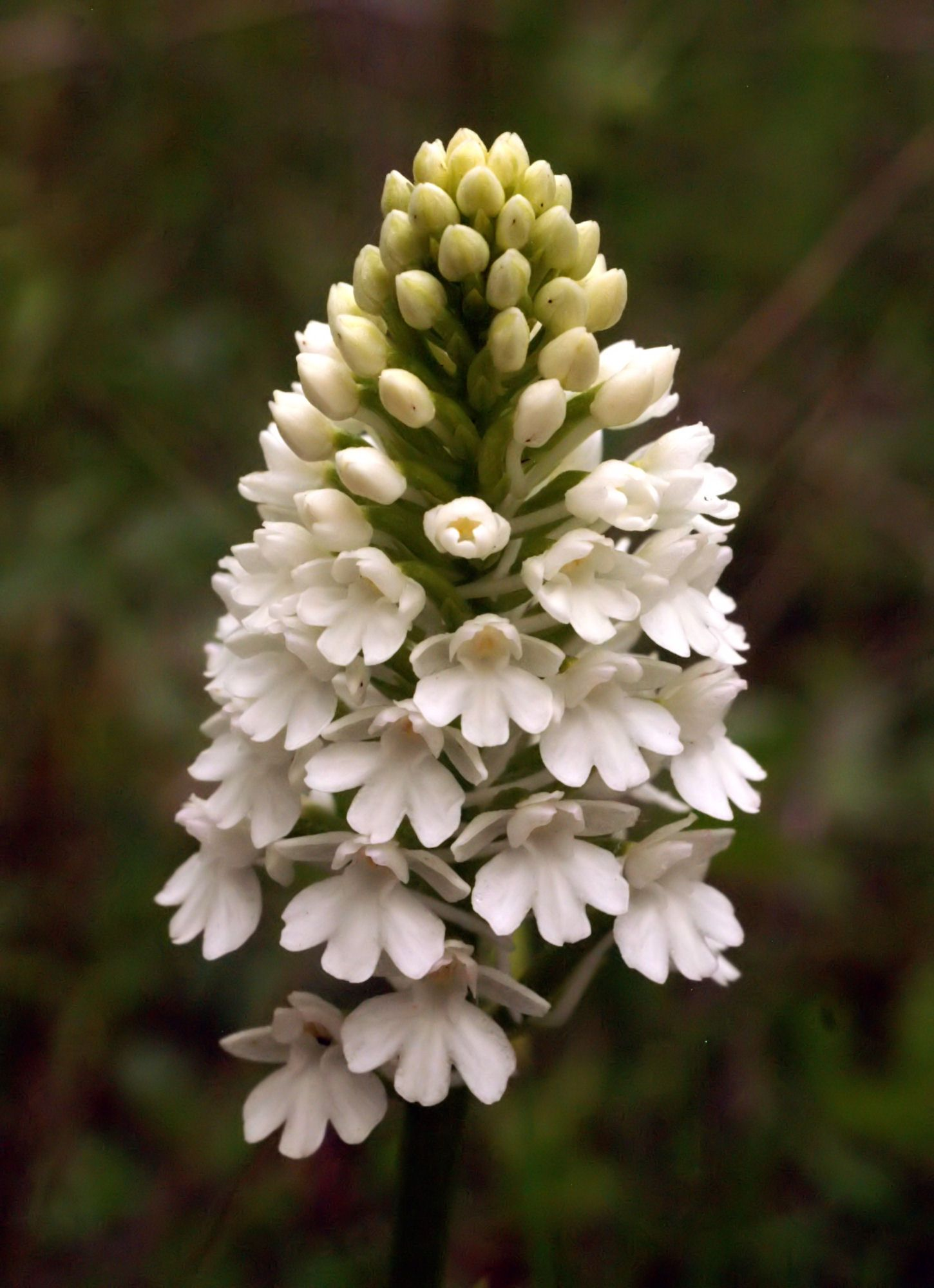
var. albiflora
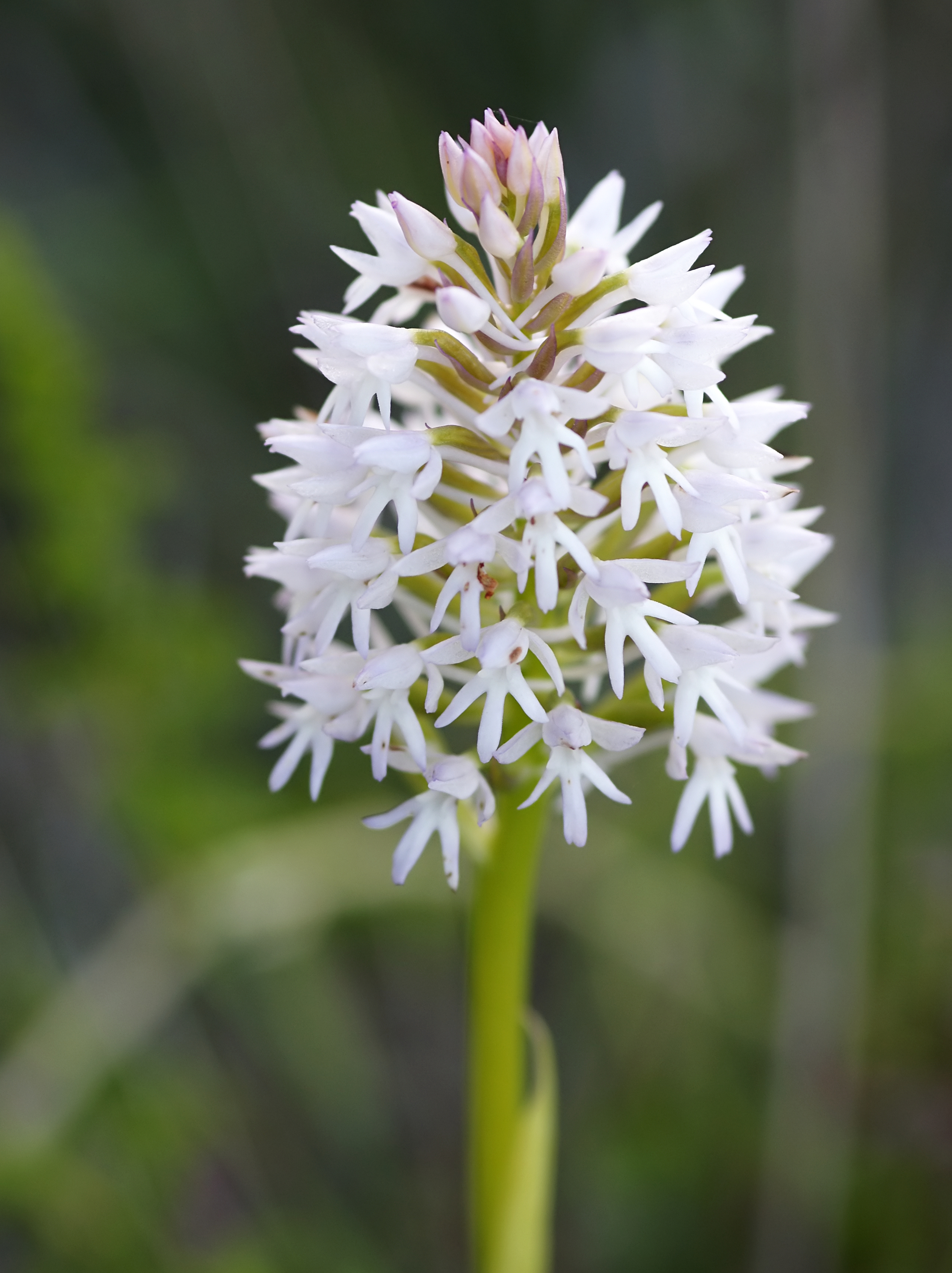
vorm met smalle lobben
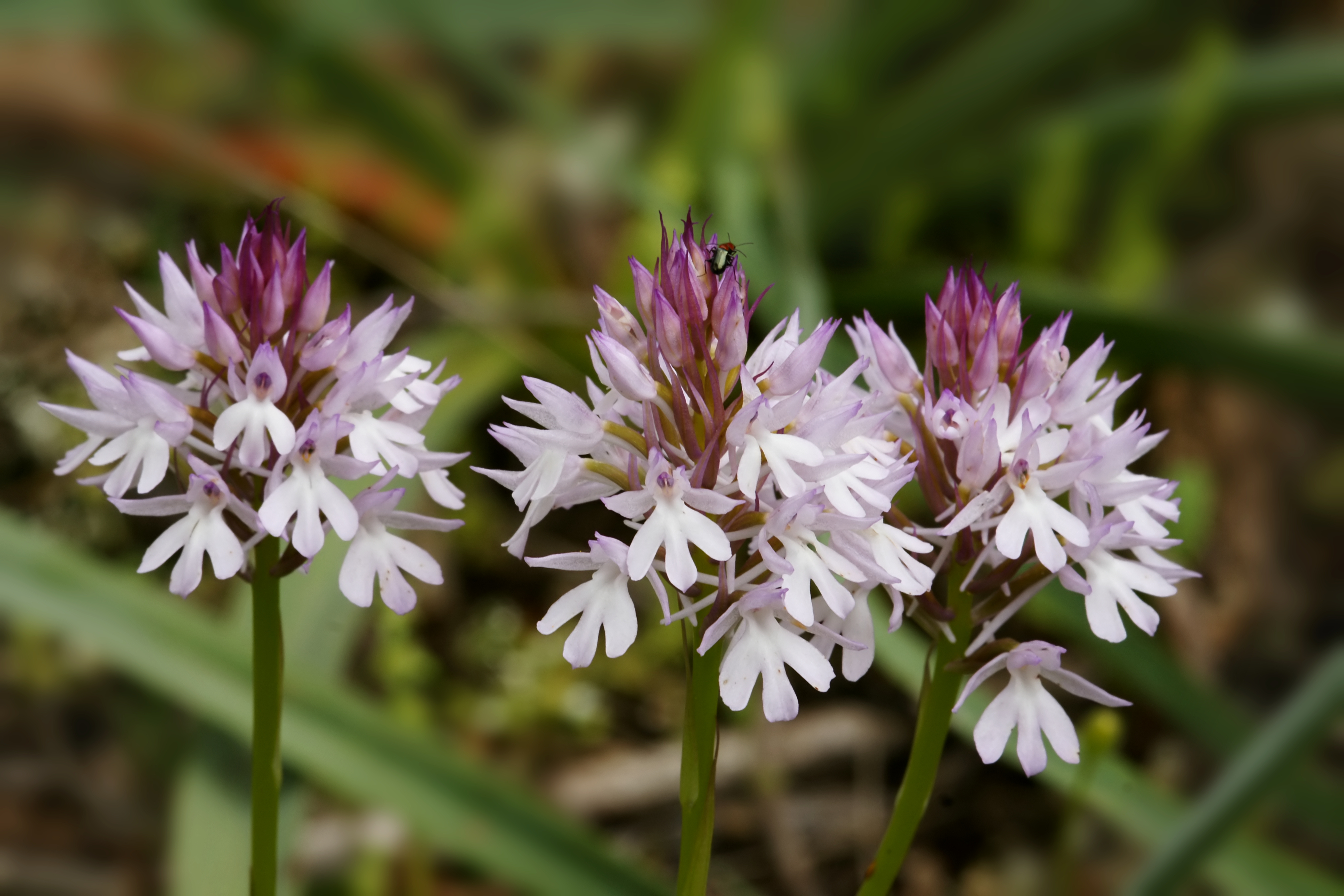
vorm met lichtroze bloemen

## Ecologie

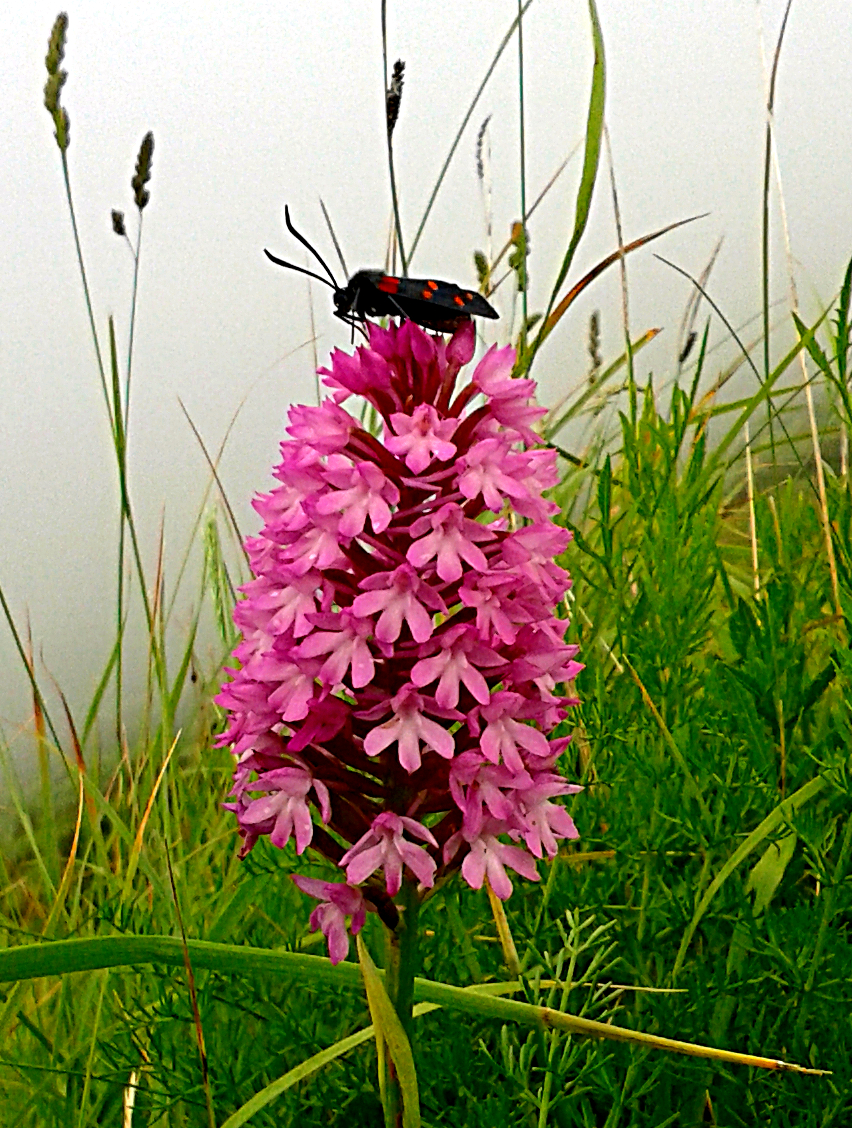
bezoek van valse vijfvlek-sint-jansvlinder (Zygaena loniceraeae)

Het aantal bloeiende planten verschilt sterk van jaar tot jaar. In de duinen staat hondskruid vooral op noordhellingen waar vroeger vee werd geweid (het zeedorpenlandschap). Daar groeit hij het vaakst samen met klauwtjesmos, gewone hoornbloem, gewone rolklaver, gewone vleugeltjesbloem, grote tijm, grote ratelaar, echt bitterkruid, nachtsilene, smalle weegbree, dauwbraam, zachte dravik, zachte haver, smal fakkelgras en veldbeemdgras, en soms met bitterkruidbremraap. In bermen met opgebracht kalkrijk zand en opgespoten terreinen komt hij bijvoorbeeld voor met rood zwenkgras en wilde peen. Hij komt heel zeldzaam voor op kalkgraslanden in Zuid-Limburg, met name in de Orchideeëntuin Gerendal in het Gerendal. In het Middellandsezeegebied staat A. pyramidalis in open struwelen en grazige plaatsen zoals olijfboomgaarden, maquis en garigue.

### Bestuiving

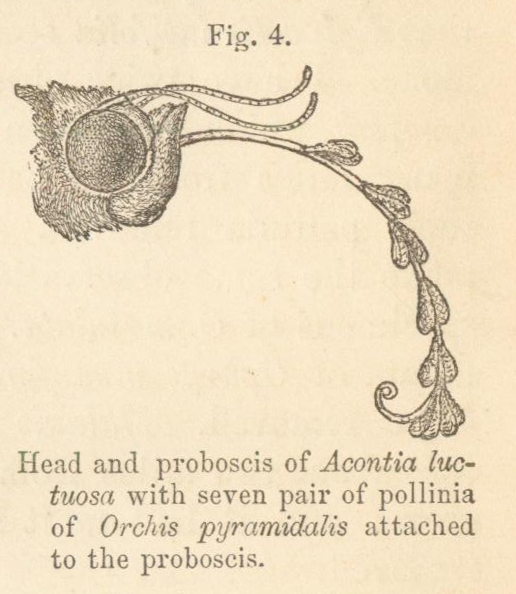
illustratie van Darwin van de kop van een vlinder met stuifmeelklompjes van hondskruid op de roltong

Hondskruid wordt vooral bestoven door vlinders, onder meer bloeddrupjes zoals de sint-jansvlinder, het dambordje, en diverse witjes, en heeft zeer gespecialiseerde aanpassingen om kruisbestuiving te bevorderen. Anders dan bij veel andere orchideeën, hebben de stuifmeelklompjes geen eigen hechtschijfje, maar staan hun steeltjes samen op een gemeenschappelijk klemmetje. Dit is een aanpassing aan de zeer dunne roltong van vlinders, terwijl de hechtschijfjes van andere orchideeën geschikt zijn om zich op de kop of het achterlijf van vliegen, bijen, wespen of kevers te hechten. Dit klemmetje is afgeschermd door een napje, dat aan de voorkant scharniert. De kop van de vlinder wordt nauwkeurig gestuurd door twee rechtopstaande richels op de onderlip. Als de vlinder z'n roltong in de spoor steekt, blijft het napje gesloten. Maar zodra de tong wordt teruggetrokken, klapt het napje terug en kleeft het klemmetje aan de roltong, waarbij de punten door uitdroging razendsnel om de roltong heen krullen. Trekt de vlinder de tong helemaal terug dan drogen ook de steeltjes van de stuifmeelklompjes uit en daardoor buigen ze van recht naar boven naar recht naar voren. Bij de volgende bloem die de vlinder bezoekt, drukt deze de stuifmeelklompjes op de twee duidelijk zichtbare, ronde, vruchtbare stempels, aan weerszijden van de snavel (een onvruchtbare stempel) die gedeeltelijk voor de ingang van de draadvormige spoor hangt. De stuifmeelkorrels plakken dan op deze stempels.

### Beheer
Om hondskruid te behouden en de kans op vestiging op nieuwe groeiplaatsen te vergroten moeten vergrassing, struweelvorming en verruiging met dauwbraam tegen worden gegaan. Dit kan het best door een voortzetting van het beheer van voor 1960 van extensieve begrazing en begrazing door konijnen, betreding en indien nodig maaien vanaf augustus en het afvoeren van het maaisel. Sterke erosie op steile groeiplaatsen moet worden tegengegaan en struweel en bos moeten worden verwijderd in kalkrijke duinen nabij zeedorpen.